# 陳一魴
陳一魴（1542年—？），字鈞從，福建興化府莆田縣人，軍籍，明朝政治人物。

## 生平
隆慶元年（1567年）丁卯科福建鄉試第七十九名。萬曆二年會試第一百十八名，登進士第三甲第一百三十二名。官至淮安府同知。

## 家族
曾祖父陳質諒；祖父陳景弼，曾任衛知事；父陳宣，曾任教諭。母宋氏。慈侍下。